# Henfield Rock
Henfield Rock är en kulle i Antarktis. Den ligger i Sydshetlandsöarna. Argentina, Chile och Storbritannien gör anspråk på området.
Terrängen runt Henfield Rock är kuperad åt sydost, men åt sydväst är den platt. Havet är nära Henfield Rock norrut.  Trakten är glest befolkad. Närmaste befolkade plats är Maldonado Station, 17,2 kilometer sydväst om Henfield Rock. 